# Bauchbinde (Fernsehen)

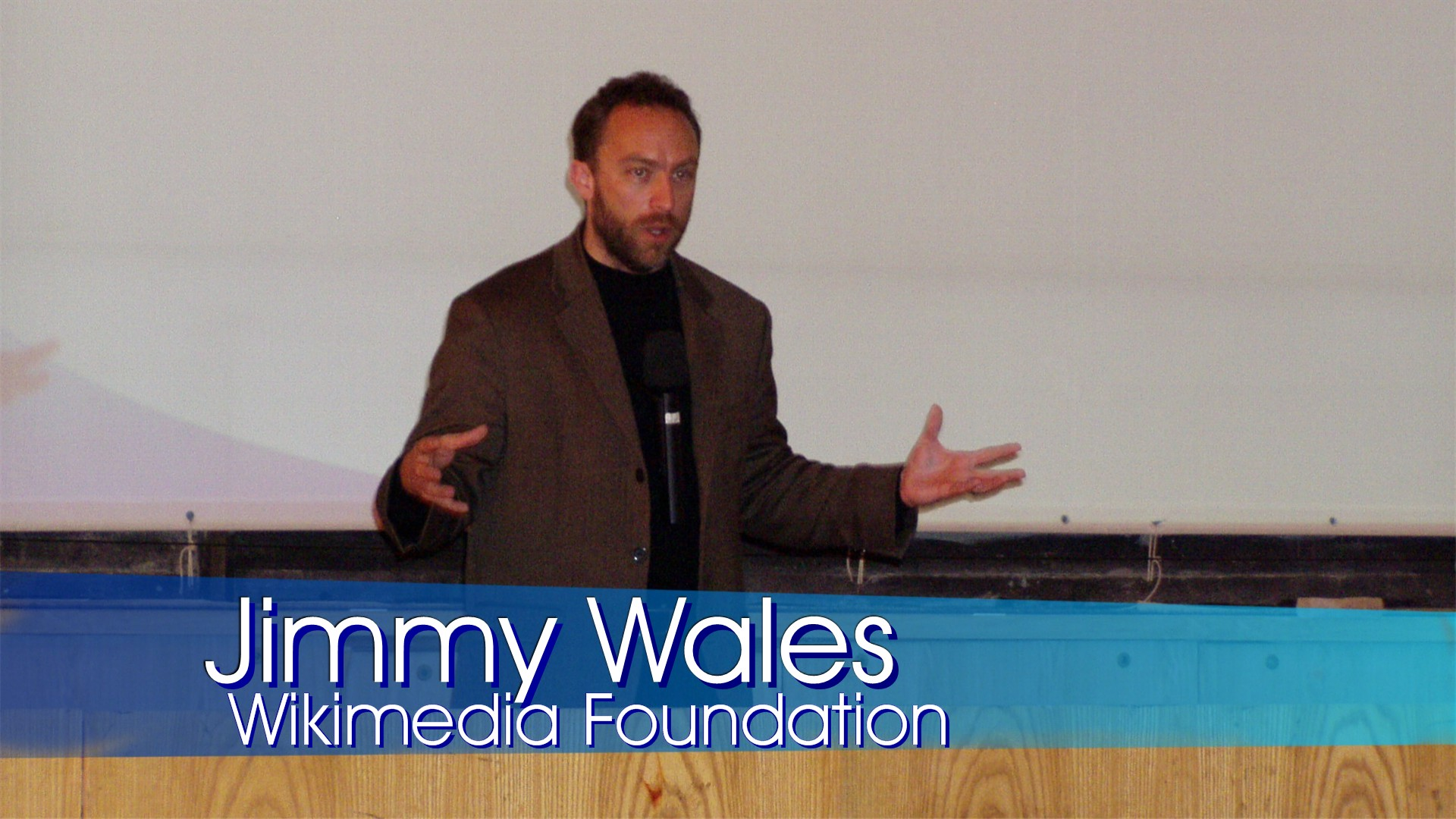
Bauchbinde: Jimmy Wales – Wikimedia Foundation

Als Bauchbinde oder Insert bezeichnet man im Fernsehen eine Einblendung am unteren Bildrand, die den Namen sowie (optional) eine Einordnung der Person im Sendungskontext (wie Funktion, Beruf, Zugehörigkeit) angibt. Eine Bauchbinde wird normalerweise eingeblendet, kurz nachdem eine Person angefangen hat zu sprechen.
Diese Einblendung erfolgt in Form eines Streifens, der sich im unteren Drittel des Bildes befindet.
Auf diesem Streifen werden im Zusammenhang zum Bildinhalt wichtige Informationen wiedergegeben, bei einer Person zum Beispiel Name, Beruf, Alter, die Funktion oder die Parteizugehörigkeit.
Diese Beschreibung soll helfen, die Person zu identifizieren und das von ihr Gesagte einzuordnen.
Weiter gibt es Orts-Inserts, Archiv-Inserts sowie BKS- (Bericht, Kamera und Schnitt) oder Berichts-Inserts. Ein Orts-Insert ist eine einzeilige Einblendung mit dem Namen des Ortes, der gezeigt wird, aus dem Bildinhalt aber nicht sofort zu erkennen ist. Ein Archiv-Insert weist (meist oben links oder oben rechts, abhängig vom Corner-Logo des Senders) darauf hin, dass das gezeigte Material nicht aktuell ist; es ist auch möglich, ein mehr oder weniger genaues Datum einzublenden. Ein BKS-Insert (auch Berichtsgrafik oder Berichtsinsert) nennt die Namen der Beteiligten des Filmbeitrages. Wurde der Beitrag aus Archiv oder Agenturmaterial hergestellt, wird lediglich der Autor (Bericht) benannt.
Das Aussehen einer solchen Einblendung kann zwischen den einzelnen Fernsehsendungen bzw. Fernsehprogrammen stark variieren, da neben dem On Air Design des Senders auch das der Sendung berücksichtigt wird.
Im Produktionsprozess gibt es inzwischen einen weltweiten Programmaustausch. Dabei werden die Signale möglichst neutral, also ohne Bauchbinden und Logos, als sogenannte Cleanfeed verwendet. Gleiches gilt für die Archivierung.